# Юный (Оренбургская область)
Ю́ный — посёлок в Оренбургском районе Оренбургской области. Входит в состав Горного сельсовета.

## География
Посёлок находится на расстоянии 20 км к северо-западу от города Оренбург, административного центра района и области.

### Часовой пояс
Посёлок Юный, как и вся Оренбургская область, находится в часовой зоне МСК+2. Смещение применяемого времени относительно UTC составляет +5:00.

## Население
| 2002 | 2010  |
| ---- | ----- |
| 1315 | ↘1291 |

## Улицы
| - ул. Комсомольская, - ул. Луговая, - ул. Мира, - ул. Молодёжная, | - ул. Пионерская, - ул. Привольная, - ул. Прифабричная, - ул. Просторная, | - ул. Профсоюзная, - ул. Рабочая, - ул. Садовая, - пер. Светлый, | - ул. Степная, - ул. Студенческая, - ул. Чернова, - ул. Юбилейная. |